# Bataille de Huete
Pour les articles homonymes, voir Huete (homonymie).
Guerre d'influence entre famille de Lara et famille de Castro
Batailles
Bataille de Lobregal
La bataille de Huete a lieu le 9 juillet 1164, sur la commune de Huete, en Castille (Espagne). Elle oppose les deux plus puissantes maisons nobles du Royaume de Castille à l'époque, la famille de Lara à la famille de Castro, dans le cadre de la tutelle du jeune roi Alphonse VIII de Castille.

## Histoire

### Contexte
En 1158, le roi Sanche III de Castille décède, alors que son fils, le futur roi Alphonse VIII est encore bien trop jeune pour régner. La régence du royaume de Castille est alors confiée au comte Manrique Pérez de Lara, alors que son principal rival, Gutierre Fernández de Castro, obtient la tutelle du jeune prince. Le premier parvient alors à convaincre le second de lui donner le rôle d'élever l'enfant, tout en respectant sa tutelle. Une fois l'enfant entre ses mains, il refuse de le rendre à Gutierre Fernández de Castro, qui s'allie alors à l'oncle du prince, le roi Ferdinand II de Léon. Cela conduit à une première bataille, la bataille de Lobregal, où les troupes des Lara, dirigées par Nuño Pérez de Lara, sont vaincues par celles conjointes des Castro et du roi de León, dirigées par Fernan Ruiz de Castro. Un accord est signé, Nuño Pérez de Lara, capturé lors des combats, est libéré, mais la situation demeure tendue, car Alphonse VIII est toujours aux mains des Lara.
En 1162, un soulèvement à Salamanque, dans le Royaume de León, est soutenu par la famille de Lara, ce qui entraine des représailles de la part du parti des Castro. L'armée du roi de León et les Castro entrent donc en Castille, prennent des places fortes appartenant aux Lara, comme Ségovie et Tolède, et contraignent celui-ci à donner la tutelle du futur roi à Ferdinand II. Celui-ci, ayant des vues sur le Royaume de Castille, veut que le jeune prince lui fasse acte de vassalité. Enfin d'empêcher cela, les frères Nuño Pérez et Marique Pérez de Lara le libèrent alors que Ferdinand II se prépare pour la cérémonie de vassalité. En décembre 1163, alors que Fernan Ruiz de Castro, à qui la gouvernance des cités prises aux Lara avaient été confiée, part dans le royaume de León, Manrique Pérez profite de la situation pour lancer un nouveau conflit et récupérer ses terres. 

### Bataille
Réfugié au château de Huete, Fernan Ruiz de Castro tente de réunir ses partisans afin de combattre Manrique Pérez de Lara qui le poursuit depuis des mois déjà, en compagnie de ses frères Nuño Pérez de Lara et Álvaro Pérez de Lara. 
Le camp des Lara exige le retrait des troupes des Castro, ce qui est bien entendu refusé par leur chef. L'armée se met alors en branle, et même si les détails sur le combat ne sont point connus, on sait que Manrique Pérez de Lara, aîné de la famille de Lara, est tué, apparemment par Fernan Ruiz de Castro lui-même. La bataille est ainsi une victoire pour les Castro. Les deux frères Lara survivants conduisent alors le retraite vers la cité de Zorita de los Canes, ayant toujours en leur possession le prince Alphonse VIII. Grâce à celui-ci, les Lara ressortent finalement vainqueurs de cette longue guerre d'influence, ce qui cause l'exil des Castro dans le Royaume de Léon, et le passage de certains d'entre eux dans le camp des Almohades, afin de continuer le combat. 